# Epafos
Epafos (řecky Ἔπαφος, latinsky Epaphus) je v řecké mytologii syn nejvyššího boha Dia a jeho milenky Íó. Podle mýtů to byl první egyptský král a otec Libye.
Kromě toho, že byl Diovým synem, zapsal se do mýtů také v příběhu Faethonta, syna boha slunce Hélia. Když totiž Epafos vyslovil pochyby, jestli je Faethón božského původu, mladík požádal boha slunce, aby mu na jeden den dovolil řídit nebeské spřežení po vysoké klenbě. Marné bylo přesvědčování Héliovo, že to nemůže zvládnout, nemá zkušenosti a bude se ve výškách bát.
Faethón se nedal odradit, vyrazil do výšek a neovládané spřežení letělo nejprve vysoko až ke hvězdám, potom nízko nad zemí a tropilo obrovské škody. To nemohl dopustit nejvyšší bůh Zeus a aby zabránil nejhoršímu, srazil svými blesky Faethonta do hlubin.